# Чемпионат России по русским шашкам среди женщин 2005 (классическая программа)
Чемпионат России по русским шашкам среди женщин 2005 года в классической программе (основной программе) проводился в Адлере с 24 сентября по 9 октября.
Главный судья: судья всероссийской категории Т. Е. Тетерина. Главный секретарь: судья всероссийской категории В. А. Шулюпов.

## Итоговое положение
| место | ФИО                            | Звание | Рейтинг | регион                           | Очки |
| ----- | ------------------------------ | ------ | ------- | -------------------------------- | ---- |
| 1     | Екатерина Бушуева              | мгр    | 2693    | Москва                           | 8    |
| 2     | Наталья Залевская              | мгр    | 2514    | Казань                           | 6    |
| 3     | Юлия Мосалова                  | мгр    | 2451    | Калуга                           | 6    |
| 4     | Кузина Юлия Владимировна       | кмс    | 2359    | Калуга                           | 5½   |
| 5     | Наталья Моржаедова             | гр     | 2459    | Нижний Тагил                     | 5½   |
| 6     | Жанна Саршаева                 | кмс    | 2250    | п. Новинка, Астраханская область | 5½   |
| 7     | Перчик Татьяна Владимировна    | кмс    | 2329    | Калуга                           | 5½   |
| 8     | Суровцева Татьяна Николаевна   | мс     | 2367    | Москва                           | 5½   |
| 9     | Елагина Анна Михайловна        | мс     | 2379    | Тихвин                           | 5    |
| 10    | Ольга Полевая                  | мс     | 2416    | Жуковка                          | 5    |
| 11    | Ганина Любовь Анатольевна      | мс     | 2366    | Екатеринбург                     | 5    |
| 12    | Софья Морозова                 | кмс    | 2293    | Калуга                           | 5    |
| 13    | Дашкова Гузялия Равильевна     | кмс    | 2239    | Самара                           | 5    |
| 14    | Сога Светлана Валерьевна       | кмс    | 2258    | Челябинск                        | 4½   |
| 15    | Анастасия Смаженюк             | мс     | 2460    | Электросталь                     | 4½   |
| 16    | Светлана Тагашова              | кмс    | 2257    | Челябинск                        | 4½   |
| 17    | Сорокина Инна Владимировна     | мс     | 2416    | Брянск                           | 4½   |
| 18    | Кожевникова Елена Владимировна | кмс    | 2211    | Краснокаменск                    | 4½   |
| 19    | Варламова Ирина Владимировна   | кмс    | 2258    | Челябинск                        | 4    |
| 20    | Минаева Ольга Григорьевна      | кмс    | 2257    | Брянск                           | 4    |
| 21    | Кузнецова Юлия Анатольевна     | мс     | 2404    | Королев                          | 4    |
| 22    | Людмила Петрова                | мс     | 2296    | Санкт-Петербург                  | 4    |
| 23    | Яллина Евгения Вячеславовна    | кмс    | 2299    | Казань                           | 4    |
| 24    | Клюшина Кира Валерьевна        | кмс    | 2257    | Электросталь                     | 4    |
| 25    | Алина Тихеева                  | мс     | 2331    | Санкт-Петербург                  | 3½   |
| 26    | Дорофеева Татьяна Сергеевна    | 1      | 2150    | Пермь                            | 2    |
| 27    | Кузина Ольга Вячеславовна      | кмс    | 2250    | Рязань                           | 1    |
| 28    | Цирулёва Татьяна Петровна      | кмс    | 2250    | Рузаевка                         | ½    |